# Travelogue
Travelogue — второй студийный альбом британской синтипоп-группы The Human League, изданный в мае 1980 года лейблом Virgin Records.

## Об альбоме
Это был первый релиз группы в США и последний для Мартина Уэра и Иэна Крейга Марша, которые покинули The Human League и создали новую группу Heaven 17. Впервые The Human League записали альбом, который отличался от предыдущего тем, что он был более ориентирован на поп-музыку, и по мнению критика из AllMusic, на создание этого диска на The Human League повлияли такие коллективы, как Kraftwerk и Tangerine Dream. Песни «Being Boiled» и «Only After Dark» были изданы синглами, первый из них уже ранее входил в альбом Holiday ’80 и Reproduction, а второй является кавер-версией композиции Мика Ронсона.
Travelogue вошёл в чарт Великобритании 31 мая 1980 года, занял там шестнадцатое место, пробыв поначалу 9 недель. Это было значительное улучшение по сравнению с их дебютным альбомом Reproduction, который вообще не попал в чарты годом ранее. Впрочем это не предотвратило уход основателей группы Уэра и Иэна Крейга Марша. Уже в следующем, 1981 году, рост популярности The Human League вернул в хит-парад их старые записи, таким образом, к концу 1982 года продолжительность пребывания Travelogue в UK Albums Chart составила 42 недели.
Virgin Records переиздал альбом в 1988 году, он вышел на CD с несколькими бонус-треками, включавшими в себя миньон Holiday ’80, единственный сингл «I Don’t Depend on You» группы The Men (псевдоним The Human League, который они использовали исключительно для данного релиза), а также «Boys and Girls», написанный Филипом Оки и Эдрианом Райтом, который был издан после ухода Уэра и Марша в 1981 году. 9 мая 1982 года Британская ассоциация производителей фонограмм присвоила диску золотой статус.

## Список композиций
| №   | Название                 | Автор(ы)                                                 | Длительность |
| --- | ------------------------ | -------------------------------------------------------- | ------------ |
| 1.  | «The Black Hit of Space» | Мартин Уэр, Иэн Крейг Марш                               | 4:11         |
| 2.  | «Only After Dark»        | Скотт Ричардсон, Мик Ронсон                              | 3:51         |
| 3.  | «Life Kills»             | Мартин Уэр, Иэн Крейг Марш, Филип Оки, Филип Эдриан Райт | 3:08         |
| 4.  | «Dreams of Leaving»      | Мартин Уэр, Иэн Крейг Марш, Филип Оки, Филип Эдриан Райт | 5:52         |
| 5.  | «Toyota City»            | Мартин Уэр, Иэн Крейг Марш, Филип Оки, Филип Эдриан Райт | 3:21         |
| 6.  | «Crow and Baby»          | Мартин Уэр, Иэн Крейг Марш, Филип Оки, Филип Эдриан Райт | 3:43         |
| 7.  | «The Touchables»         | Мартин Уэр, Иэн Крейг Марш, Филип Оки, Филип Эдриан Райт | 3:21         |
| 8.  | «Gordons Gin»            | Джефф Уэйн                                               | 2:59         |
| 9.  | «Being Boiled»           | Иэн Крейг Марш, Филип Оки, Мартин Уэр                    | 4:22         |
| 10. | «WXJL Tonight»           | Мартин Уэр, Иэн Крейг Марш, Филип Оки, Филип Эдриан Райт | 4:46         |

Бонус-треки переиздания 1988 года
| №  | Название                     | Автор(ы)                                        | Длительность |
| -- | ---------------------------- | ----------------------------------------------- | ------------ |
| 1. | «Marianne»                   | Иэн Крейг Марш, Филип Оки, Мартин Уэр           | 3:17         |
| 2. | «Dancevision»                | Иэн Крейг Марш, Мартин Уэр                      | 2:22         |
| 3. | «Rock’n’Roll/Night Clubbing» | Гари Глиттер, Майк Линдер, Дэвид Боуи, Игги Поп | 6:23         |
| 4. | «Tom Baker»                  | Филип Оки, Филип Эдриан Райт                    | 4:01         |
| 5. | «Boys and Girls»             | Филип Оки, Филип Эдриан Райт                    | 3:14         |
| 6. | «I Don’t Depend on You»      | Иэн Крейг Марш, Филип Оки, Мартин Уэр           | 4:36         |
| 7. | «Cruel»                      | Иэн Крейг Марш, Филип Оки, Мартин Уэр           | 4:45         |

## Участники записи
- Иэн Крейг Марш — композитор, синтезатор, вокал, звукорежиссёр
- Филип Оки[англ.] — композитор, клавишные, синтезатор, вокал
- Мартин Уэр — композитор, синтезатор, вокал, звукорежиссёр
- Филип Эдриан Райт[англ.] — композитор, клавишные, синтезатор
- Джон Леки — звукорежиссёр, продюсер
- Ричард Мейнуэринг — продюсер

| Хит-парад (1980)                 | Высшая позиция | Пребывание в чарте |
| -------------------------------- | -------------- | ------------------ |
| Великобритания (UK Albums Chart) | 16             | 42 недели          |

| Регион                                                      | Сертификация | Продажи  |
| ----------------------------------------------------------- | ------------ | -------- |
| Великобритания (BPI)                                        | Золотой      | 100 000^ |
| ^ Данные о тиражах приведены только на основе сертификации. |              |          |